# Molinodus
Molinodus suarezi is een uitgestorven zoogdier uit de Mioclaenidae. Dit hoefdierachtige dier leefde tijdens het Paleoceen in Zuid-Amerika.

## Fossiele vondsten
Fossielen van Molinodus zijn gevonden in de Santa Lucía-formatie in Bolivia, die dateert uit het Vroeg-Paleoceen (circa 65 miljoen jaar geleden).

## Kenmerken
Molinodus was vermoedelijk 18 tot 30 cm lang en ongeveer 250 tot 500 gram zwaar. Het was een op de grond levend dier met poten die meer waren aangepast voor stabiliteit dan voor flexibiliteit. Molinodus was een fruiteter.

## Verwantschap
Molinodus is de best bekende van de vijf geslachten uit de onderfamilie Kollpaniinae van de Mioclaenidae die bekend zijn uit de Santa Lucía-formatie. De overige geslachten zijn Andinodus, Pucanodus, Simoclaenus en Tiuclaenus. De Mioclaenidae zijn ook bekend uit Noord-Amerika en dit wijst op een verbinding tussen Noord- en Zuid-Amerika in het vroegste Paleoceen. De Mioclaenidae is waarschijnlijk verwant aan de Litopterna en Didolodontidae, twee groepen van Zuid-Amerikaanse hoefdieren. De familie werd in het verleden ingedeeld bij de Condylarthra, een verzameling van basale hoefdierachtige vormen.